# بیمارستان آلی‌وال شمال
بیمارستان آلی‌وال شمال (به انگلیسی: Aliwal North Hospital) بیمارستانی همگانی در شهر کیپ شرقی آفریقای جنوبی است.